# Campionati mondiali juniores di sci alpino 2006
I Campionati mondiali juniores di sci alpino 2006 si sono svolti nella provincia canadese del Québec, a Le Massif e Mont-Sainte-Anne, dal 2 al 7 marzo. Il programma ha incluso gare di discesa libera, supergigante, slalom gigante, slalom speciale e combinata, tutte sia maschili sia femminili. A contendersi i titoli di campioni mondiali juniores sono stati i ragazzi e le ragazze nati tra il 1986 e il 1990.

## Risultati

### Uomini

#### Discesa libera
| Pos. | Atleta               | Nazione     | Tempo   |
| ---- | -------------------- | ----------- | ------- |
| 1    | Christopher Beckmann | Stati Uniti | 1:27,26 |
| 2    | Romed Baumann        | Austria     | 1:27,55 |
| 3    | Stefan Guay          | Canada      | 1:27,59 |
| 4    | Beat Feuz            | Svizzera    | 1:27,81 |
| 5    | Natko Zrnčić-Dim     | Croazia     | 1:28,10 |
| 6    | Mauro Caviezel       | Svizzera    | 1:28,17 |
| 7    | Jonathan Robert      | Canada      | 1:28,27 |
| 8    | Gašper Markič        | Slovenia    | 1:28,31 |
| 9    | Florian Scheiber     | Austria     | 1:28,37 |
| 10   | Louis-Pierre Hélie   | Canada      | 1:28,48 |

Data: 2 marzo

Località: Le Massif

#### Supergigante
| Pos. | Atleta               | Nazione     | Tempo   |
| ---- | -------------------- | ----------- | ------- |
| 1    | Michael Sablatnik    | Austria     | 1:11,81 |
| 2    | Gašper Markič        | Slovenia    | 1:11,85 |
| 3    | Andrew Weibrecht     | Stati Uniti | 1:11,87 |
| 4    | Beat Feuz            | Svizzera    | 1:12,02 |
| 5    | Christopher Beckmann | Stati Uniti | 1:12,12 |
| 6    | Matts Olsson         | Svezia      | 1:12,18 |
| 7    | Carlo Janka          | Svizzera    | 1:12,23 |
| 8    | Natko Zrnčić-Dim     | Croazia     | 1:12,41 |
| 9    | Mauro Caviezel       | Svizzera    | 1:12,42 |
| 10   | Florian Scheiber     | Austria     | 1:12,49 |

Data: 4 marzo

Località: Le Massif

#### Slalom gigante
| Pos. | Atleta               | Nazione   | Tempo   |
| ---- | -------------------- | --------- | ------- |
| 1    | Stefan Guay          | Canada    | 2:20,50 |
| 2    | Petteri Kantola      | Finlandia | 2:21,21 |
| 3    | Carlo Janka          | Svizzera  | 2:21,41 |
| 4    | Michael Zach         | Austria   | 2:21,80 |
| 5    | Romed Baumann        | Austria   | 2:22,16 |
| 6    | Lucas Falcoz         | Francia   | 2:22,20 |
| 7    | Leif Kristian Haugen | Norvegia  | 2:22,29 |
| 8    | Joachim Puchner      | Austria   | 2:22,39 |
| 9    | Fritz Dopfer         | Austria   | 2:22,52 |
| 10   | Paul Paquin          | Francia   | 2:22,55 |

Data: 6 marzo

Località: Mont-Sainte-Anne

#### Slalom speciale
| Pos. | Atleta               | Nazione     | Tempo   |
| ---- | -------------------- | ----------- | ------- |
| 1    | Mikkel Bjørge        | Norvegia    | 1:32,98 |
| 2    | Romed Baumann        | Austria     | 1:33,14 |
| 3    | Sandro Viletta       | Svizzera    | 1:33,25 |
| 4    | Stefano Gross        | Italia      | 1:33,83 |
| 5    | Tim Kelley           | Stati Uniti | 1:34,16 |
| 6    | Paul Paquin          | Francia     | 1:34,43 |
| 7    | Leif Kristian Haugen | Norvegia    | 1:34,83 |
| 8    | Mons Bjørge          | Norvegia    | 1:35,03 |
| 9    | Jonathan Nordbotten  | Norvegia    | 1:35,16 |
| 10   | Kryštof Krýzl        | Rep. Ceca   | 1:35,19 |

Data: 5 marzo

Località: Mont-Sainte-Anne

#### Combinata
| Pos. | Atleta               | Nazione     | Punti |
| ---- | -------------------- | ----------- | ----- |
| 1    | Romed Baumann        | Austria     | 15,70 |
| 2    | Mauro Caviezel       | Svizzera    | 49,61 |
| 3    | Kryštof Krýzl        | Rep. Ceca   | 60,88 |
| 4    | Andrew Weibrecht     | Stati Uniti | 61,32 |
| 5    | Leif Kristian Haugen | Norvegia    | 65,68 |
| 6    | Tim Kelley           | Stati Uniti | 75,11 |
| 7    | Jonathan Robert      | Canada      | 81,46 |
| 8    | Natko Zrnčić-Dim     | Croazia     | 86,61 |
| 9    | Paul Paquin          | Francia     | 87,85 |
| 10   | Lucas Falcoz         | Francia     | 89,67 |

Data: 2-6 marzo

Località: Le Massif, Mont-Sainte-Anne

Classifica stilata attraverso i piazzamenti ottenuti
in discesa libera, slalom gigante e slalom speciale

### Donne

#### Discesa libera
| Pos. | Atleta               | Nazione       | Tempo   |
| ---- | -------------------- | ------------- | ------- |
| 1    | Marianne Abderhalden | Svizzera      | 1:13,51 |
| 2    | Anna Fenninger       | Austria       | 1:13,61 |
| 3    | Aurélie Revillet     | Francia       | 1:14,18 |
| 4    | Andrea Dettling      | Svizzera      | 1:14,26 |
| 5    | Tina Weirather       | Liechtenstein | 1:14,56 |
| 6    | Camilla Borsotti     | Italia        | 1:14,57 |
| 7    | Danielle Poleschuk   | Canada        | 1:14,58 |
| 8    | Anne-Sophie Barthet  | Francia       | 1:14,62 |
| 9    | Eva-Maria Brem       | Austria       | 1:14,72 |
| 10   | Corinne Anselmet     | Francia       | 1:14,77 |

Data: 3 marzo

Località: Le Massif

#### Supergigante
| Pos. | Atleta               | Nazione  | Tempo   |
| ---- | -------------------- | -------- | ------- |
| 1    | Anna Fenninger       | Austria  | 1:10,96 |
| 2    | Camilla Borsotti     | Italia   | 1:11,78 |
| 3    | Hilary Longhini      | Italia   | 1:11,89 |
| 4    | Stefanie Wopfner     | Austria  | 1:11,95 |
| 5    | Shona Rubens         | Canada   | 1:12,06 |
| 6    | Eva-Maria Brem       | Austria  | 1:12,12 |
| 7    | Vanja Brodnik        | Slovenia | 1:12,32 |
| 8    | Marianne Abderhalden | Svizzera | 1:12,37 |
| 9    | Stefanie Köhle       | Austria  | 1:12,39 |
| 10   | Corinne Anselmet     | Francia  | 1:12,70 |

Data: 5 marzo

Località: Le Massif

#### Slalom gigante
| Pos. | Atleta                | Nazione       | Tempo   |
| ---- | --------------------- | ------------- | ------- |
| 1    | Tina Weirather        | Liechtenstein | 2:22,43 |
| 2    | Carolin Fernsebner    | Germania      | 2:23,72 |
| 3    | Eva-Maria Brem        | Austria       | 2:23,76 |
| 4    | Mateja Robnik         | Slovenia      | 2:23,80 |
| 5    | Taïna Barioz          | Francia       | 2:23,93 |
| 6    | Viktoria Rebensburg   | Germania      | 2:24,16 |
| 7    | Olivia Bertrand       | Francia       | 2:24,30 |
| 8    | Pascale Berthod       | Svizzera      | 2:24,48 |
| 9    | Anna Fenninger        | Austria       | 2:24,50 |
| 10   | Maria Pietilä Holmner | Svezia        | 2:24,58 |

Data: 7 marzo

Località: Mont-Sainte-Anne

#### Slalom speciale
| Pos. | Atleta                | Nazione     | Tempo   |
| ---- | --------------------- | ----------- | ------- |
| 1    | Maria Pietilä Holmner | Svezia      | 1:37,30 |
| 2    | Katrin Triendl        | Austria     | 1:37,98 |
| 3    | Nina Løseth           | Norvegia    | 1:38,76 |
| 4    | Anna Fenninger        | Austria     | 1:38,93 |
| 5    | Matea Ferk            | Croazia     | 1:38,95 |
| 6    | Sterling Grant        | Stati Uniti | 1:38,98 |
| 7    | Stefanie Wopfner      | Austria     | 1:39,21 |
| 8    | Christina Ammerer     | Germania    | 1:39,33 |
| 9    | Veronica Smedh        | Svezia      | 1:39,46 |
| 10   | Célina Hangl          | Svizzera    | 1:39,71 |

Data: 4 marzo

Località: Mont-Sainte-Anne

#### Combinata
| Pos. | Atleta                | Nazione     | Punti  |
| ---- | --------------------- | ----------- | ------ |
| 1    | Anna Fenninger        | Austria     | 24,49  |
| 2    | Marianne Abderhalden  | Svizzera    | 57,07  |
| 3    | Katrin Triendl        | Austria     | 62,02  |
| 4    | Taïna Barioz          | Francia     | 69,44  |
| 5    | Anne-Sophie Barthet   | Francia     | 73,62  |
| 6    | Megan McJames         | Stati Uniti | 77,73  |
| 7    | Monika Springl        | Germania    | 108,50 |
| 8    | Chloé Bernard-Granger | Francia     | 109,98 |
| 9    | Hilary Longhini       | Italia      | 120,22 |
| 10   | Alenka Kuerner        | Slovenia    | 127,95 |

Data: 3-7 marzo

Località: Le Massif, Mont-Sainte-Anne

Classifica stilata attraverso i piazzamenti ottenuti
in discesa libera, slalom gigante e slalom speciale

## Medagliere per nazioni
| Pos. | Nazione       | Oro | Argento | Bronzo | Totale |
| ---- | ------------- | --- | ------- | ------ | ------ |
| 1    | Austria       | 4   | 4       | 2      | 10     |
| 2    | Svizzera      | 1   | 2       | 2      | 5      |
| 3    | Canada        | 1   | 0       | 1      | 2      |
| 3    | Norvegia      | 1   | 0       | 1      | 2      |
| 3    | Stati Uniti   | 1   | 0       | 1      | 2      |
| 6    | Liechtenstein | 1   | 0       | 0      | 1      |
| 6    | Svezia        | 1   | 0       | 0      | 1      |
| 8    | Italia        | 0   | 1       | 1      | 2      |
| 9    | Finlandia     | 0   | 1       | 0      | 1      |
| 9    | Germania      | 0   | 1       | 0      | 1      |
| 9    | Slovenia      | 0   | 1       | 0      | 1      |
| 12   | Francia       | 0   | 0       | 1      | 1      |
| 12   | Rep. Ceca     | 0   | 0       | 1      | 1      |